# Cleistanthus micranthus
Cleistanthus micranthus är en emblikaväxtart som beskrevs av Léon Camille Marius Croizat. Cleistanthus micranthus ingår i släktet Cleistanthus och familjen emblikaväxter. Inga underarter finns listade i Catalogue of Life.